# Agriophyllum
Agriophyllum, biljni rod iz porodice štirovki. Postoji šest vrsta koje rastu od istočne Europe do središnje Azije.
Rod je opisan 1819

## Vrste
1. Agriophyllum lateriflorum (Lam.) Moq.
2. Agriophyllum latifolium Fisch. & C.A.Mey.
3. Agriophyllum minus Fisch. & C.A.Mey.
4. Agriophyllum paletzkianum Litv.
5. Agriophyllum pungens (Vahl) Link ex A.Dietr.
6. Agriophyllum tibeticum Sukhor.